# Schörzingen
Schörzingen ist ein Stadtteil von Schömberg im Zollernalbkreis in Baden-Württemberg. Der Ort liegt südlich von Schömberg.

## Geographie
Auf dem Gebiet von Schörzingen liegt der 1010 m hohe Oberhohenberg, der zweithöchste Berg der Schwäbischen Alb und der höchste im Zollernalbkreis. Auf ihm stand die Burg Oberhohenberg, die Stammburg der Grafen von Hohenberg.

## Geschichte

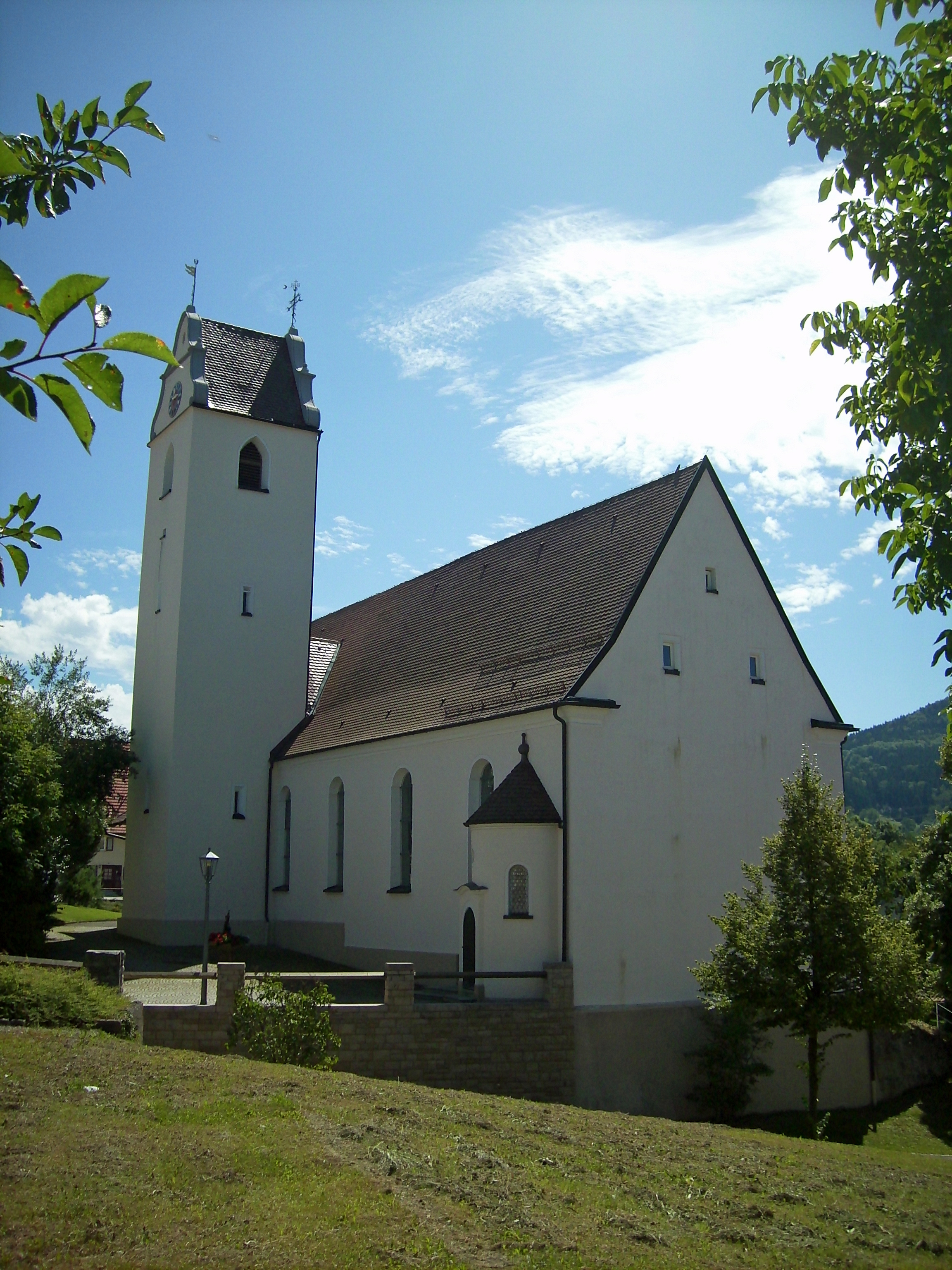
St. Gallus

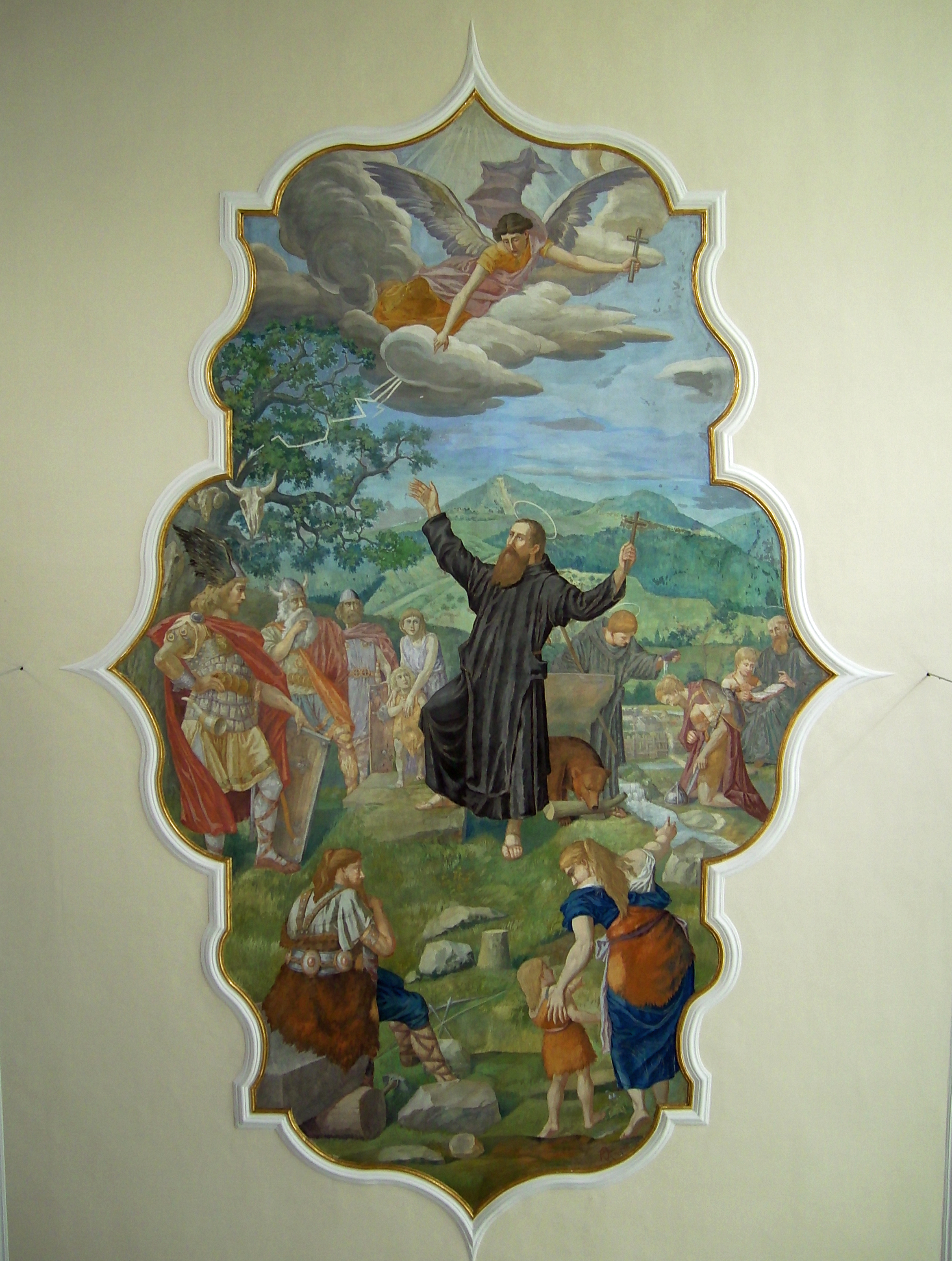
St. Gallus bekehrt die Alemannen

Schörzingen hatte vom 13. bis 15. Jahrhundert einen Ortsadel. Das Dorf gehörte zur Grafschaft Hohenberg und gelangte mit deren Verkauf im Jahr 1381 an Österreich. Schörzingen unterstand zunächst dem Obervogteiamt Fridingen und ab 1688 dem Obervogteiamt Spaichingen. Im Jahr 1805 wurde der Ort württembergisch und kam zum Oberamt Spaichingen und 1938 zum Landkreis Rottweil. Am 1. Februar 1973 kam Schörzingen zur Stadt Schömberg.

## Kultur und Sehenswürdigkeiten
- Barocke Dorfkirche St. Gallus:
  - Altarbilder des Barockmalers Joseph Fiertmair (* 1702 † 1738)
  - Deckenfresko Bekehrung der Alemannen durch den Schutzpatron St. Gallus, ein Werk des gebürtigen Schörzinger Kirchenmalers und Restaurators Konrad Albert Koch (* 1869 † 1945)

## Gedenkstätten der Erinnerungskultur
- KZ Schörzingen
- Gedenkstätte Eckerwald

## Persönlichkeiten
- Johann Baptist Hafen (1807–1870), römisch-katholischer Geistlicher und Schriftsteller